# Endofenotyp
Endofenotyp är ett begrepp från psykiatrisk grundforskning. Syftet med begreppet är att dela upp ett syndrom i mer grundläggande fenotyper med en tydligare genetisk koppling. Begreppet lånades ursprungligen av Gottesman och Shields från insektsbiologin. I exemplet schizofreni kan det synliga symptomet vara en psykos, medan de bakomliggande fenotypdragen är (tentativt) en nedsatt förmåga att filtrera sensorisk information och ett försämrat arbetsminne. Båda dessa fenotypdrag har en tydlig genetisk koppling och kan alltså kallas för endofenotyper.
Andra begrepp med liknande mening utan krav på genetisk koppling är "biomarker" eller "cognitive marker".